# 陳建安
陳 建安（チェン・ジエン・アン、チン・ケンアン、Chen Chien-an、1991年6月16日 - ）は、台湾の卓球選手。Tリーグの琉球アスティーダに所属歴あり。

## 略歴
1991年、台湾の新竹県に生まれる。
2008年、第6回世界ジュニア卓球選手権マドリード大会の男子シングルスで優勝し、注目を浴びる。
2013年ワールドチームクラシック決勝にて張継科を破る、第52回世界卓球選手権個人戦の男子ダブルスで優勝するなどの成績を残し、荘智淵と共に台湾のエースとして活躍している。

## プレースタイル
フォアハンドとフットワークが持ち味。小柄な体格ながらも、台についても下がっても打てるフォアハンドドライブの技術・威力や回転量は世界トップクラス。バックハンドのタッチは柔らかく、クロスへ伸ばすブロックなどが持ち味。
カット打ちに関しては威力のあるボールを打てるもののややミスが多く、カットマンには分が悪かった。しかし、2017年 T2（アジア太平洋卓球リーグ）ラウンド2では当時1勝6敗と大きく負け越していた朱世赫を相手に、カット打ちを見せて勝利している。

## 主な戦績
- 2008年
  - 第6回世界ジュニア卓球選手権マドリード大会 男子シングルス 優勝
- 2013年
  - 第52回世界選手権パリ大会 男子ダブルス優勝（荘智淵と）
  - 第27回ユニバーシアード競技大会（カザン）卓球競技 男子シングルス 3位
- 2014年
  - 第52回世界卓球選手権団体戦（東京大会） 男子団体 3位
- 2017年
  - 第54回世界卓球選手権個人戦（デュッセルドルフ大会） 混合ダブルス 準優勝（鄭怡静と）